# Abrotarsala
Abrotarsala es un género de ácaros perteneciente a la familia Diarthrophallidae.

## Especies
- Abrotarsala R. O. Schuster & F. M. Summers, 1978
  - Abrotarsala arciformis Schuster & Summers, 1978
  - Abrotarsala cuneiformis Schuster & Summers, 1978
  - Abrotarsala firundule Schuster & Summers, 1978
  - Abrotarsala inconstans Schuster & Summers, 1978
  - Abrotarsala longifemoralis Schuster & Summers, 1978
  - Abrotarsala obesa Schuster & Summers, 1978
  - Abrotarsala pyriformis Schuster & Summers, 1978
  - Abrotarsala rimatoris R. O. Schuster & F. M. Summers, 1978
  - Abrotarsala simplex Schuster & Summers, 1978
  - Abrotarsala simulans Schuster & Summers, 1980
  - Abrotarsala turgescentis Schuster & Summers, 1980